# Rožmitál pod Třemšínem
Rožmitál pod Třemšínem là một thị trấn thuộc huyện Příbram, vùng Středočeský, Cộng hòa Séc.